# Полевой усач
Усач полевой (лат. Dorcadion aethiops) — вид жесткокрылых из семейства усачей.

## Распространение
Чехия, Албания, Греция, Болгария, Хорватия, Венгрия, Словакия, Северная Македония, Румыния, Австрия, Турция, Сербия и Украина.

## Описание
Жук длиной от 15 до 22 мм, имеет чёрную окраску. Переднеспинка в мелкой равномерной пунктировке. Плечевое ребро сглажено в конце первой трети.

## Подвиды
- подвид: Dorcadion aethiops aethiops (Scopoli, 1763) — широко распространён в Европе.
- подвид: Dorcadion aethiops majoripenne Pic, 1926 (= Carinatodorcadion majoripenne (Pic, 1926); Dorcadion (Carinatodorcadion) majoripenne (Pic) Breuning, 1962; Dorcadion (Carinatodorcadion) propinquum Breuning, 1962; Dorcadion aethiops var. majoripenne Pic, 1926;) — распространён в Македонии и Греции